# Camponotus rufonigrus
Camponotus rufonigrus é uma espécie de inseto do gênero Camponotus, pertencente à família Formicidae.